# Macierz jądrowa
Macierz jądrowa, macierz jądra komórkowego, nukleoszkielet, szkielet jądrowy – sieć włókien białkowych tworzących wewnętrzny szkielet jądra komórkowego, odpowiedzialny za utrzymanie struktury przestrzennej chromatyny. Do macierzy jądrowej należą pozachromatynowe struktury pozostałe po trawieniu jądra komórkowego buforami o wysokiej sile jonowej oraz niejonowymi detergentami i nukleazami.

## Skład macierzy jądrowej
Strukturę macierzy jądrowej tworzą następujące elementy:
- blaszka jądrowa z jądrowymi kompleksami porowymi, która jest pozostałością otoczki jądrowej
- resztkowa struktura jąderka
- pozająderkowa włóknisto-ziarnista sieć znajdująca się w przestrzeni interchromatynowej, tworząca macierz wewnętrzną).

Około 98% macierzy jądrowej stanowią białka. Reszta to kwasy nukleinowe oraz fosfolipidy. Białka macierzy jądrowej stanowią mniej niż 10% całkowitych białek jądrowych. Skład chemiczny macierzy jądrowej nie jest do końca poznany, ale zidentyfikowano w jej obrębie, między innymi, matryny, laminy, białka Ag-NOR, aktynę, rybonukleoproteiny jądrowe, polimerazę α, topoizomerazę oraz kinazę jądrową zależną od kalmoduliny i jonów wapnia.

## Funkcje
Niewątpliwe jest, że do funkcji macierzy jądrowej należy utrzymywanie wewnętrznej architektury jądra komórkowego. Funkcjami hipotetycznymi są:
- rola w replikacji DNA
- udział w regulacji ekspresji genów
- uczestnictwo w transkrypcji i dojrzewaniu pre-rRNA oraz hnRNA oraz w transporcie prekursorów rybosomów do cytoplazmy
- wiązanie hormonów steroidowych
- rola w procesie wirogenezy, fosforylacja białek wirusowych
- wiązanie karcynogenów.